# تیپ پشتیبانی هفتاد و هفتم
تیپ پشتیبانی هفتاد و هفتم (انگلیسی: 77th Sustainment Brigade) یکی از واحدهای نظامی نیروی زمینی ایالات متحده آمریکا و جایگزین و بازماندهٔ «لشکر هفتاد و هفتم پیاده‌نظام» (ملقب به مجسمهٔ آزادی) است که در جنگ جهانی اول و جنگ جهانی دوم خدمت کرد.
سربازان این واحد نظامی اغلب برای درگیری‌های بزرگ و عملیات احتمالی در آینده تربیت می‌شوند. ۵ سرباز از این تیپ در جریان حملات ۱۱ سپتامبر و هنگامی که مشغول وظایف غیرنظامی (دوران صلح) خود بودند، کشته شدند.